# Tim Story
Timothy Kevin Story (Los Angeles, Kalifornia, 1970. március 13.–) amerikai rendező, producer és forgatókönyvíró. Ő a The Story Company alapítója, ami egy szórakoztató produkciós társaság, melyet 1996-ban indított el feleségével.

## Fiatalkora
1970. március 13-án született Los Angelesben. Story a Westchester középiskola járt együtt Eric Reed dzsesszzongoristával, valamint Regina King és Nia Long színésznőkkel. A Westchester-ben ő volt az osztály legfelsőbb elnöke. 1991-ben szerezte diplomáját az USC Filmművészeti Iskolában.
A középiskolás éveiben Story kipróbálta magát a zene területén. Az Ice-T Rhyme Syndicate tagja volt, valamint a T.D.F. csoport részeként is megjelent, a "T.D.F. Connection" dalban, valamint az 1988-as "Rhyme Syndicate Comin 'Through" albumban. A csoport egyik tagját lelőtték és meggyilkolták, mielőtt a Warner Bros. Records-hoz leszerződtek volna. Story később a játékfilmek rendezésére fordította figyelmét.

## Filmográfia

### Filmrendezései
| Év   | Magyar cím                              | Eredeti cím                               | Megjegyzések                       |
| ---- | --------------------------------------- | ----------------------------------------- | ---------------------------------- |
| 1997 |                                         | One of Us Tripped                         | vágó                               |
| 1999 |                                         | The Firing Squad                          | forgatókönyvíró és vágó            |
| 2002 | Birkanyírás                             | Barbershop                                |                                    |
| 2004 | Amerikai taxi                           | Taxi                                      |                                    |
| 2005 | Fantasztikus Négyes                     | Fantastic Four                            |                                    |
| 2007 | A Fantasztikus Négyes és az Ezüst Utazó | Fantastic Four: Rise of the Silver Surfer |                                    |
| 2009 |                                         | Hurricane Season                          |                                    |
| 2012 | Gondolkozz pasiaggyal!                  | Think Like a Man                          |                                    |
| 2014 | Pofázunk és végünk                      | Ride Along                                |                                    |
| 2014 | Gondolkozz pasiaggyal! 2.               | Think Like a Man Too                      |                                    |
| 2016 | Pofázunk és végünk Miamiban             | Ride Along 2                              |                                    |
| 2019 | Shaft                                   | Shaft                                     | vezető producer                    |
| 2021 | Tom és Jerry                            | Tom & Jerry                               | vezető producer és szinkronszínész |
| 2022 |                                         | The Blackening                            |                                    |
| 2023 | Egy igazi karácsony                     | Dashing Through the Snow                  |                                    |
| TBA  |                                         | Ride Along 3                              |                                    |
| TBA  | Corduroy                                |                                           |                                    |

Kevin Hart koncertfilmjeinek egyes szegmenseit is rendezőként jegyzi: Laugh at My Pain, Let Me Explain és Kevin Hart: What Now?

### Producerként
- First Sunday (2008) – vezető producer
- The Signal (2013) – rövidfilm, vezető producer

## Videóklipek
- "I Can't Feel It (Remix)" – Ghetto Mafia (1997)
- "I Do" – Jon B. (1998)
- "Cool Relax" – Jon B. (1998)
- "Sweet Lady" – Tyrese (1998)
- "Are U Still Down" – Jon B. feat. 2Pac (1998)
- "Cheers 2 U" – Playa (1998)
- "He Can't Love U" – Jagged Edge (1999)[10]
- "Get Gone" – Ideal (1999)
- "Creep Inn" – Ideal (1999)
- "I Drive Myself Crazy" – ’N Sync (1999)
- "Tell Me It's Real" – K-Ci & JoJo (1999)
- "Lately" – Tyrese (1999)
- "It Feels So Good" – Sonique (2000)
- "My First Love" – Avant feat. Keke Wyatt (2000)
- "Ryde Or Die Chick" – The LOX feat. Eve and Timbaland (2000)
- "Mr. Too Damn Good" – Gerald Levert (2000)
- "Wild Out" – The LOX (2000)
- "Let's Get Married" – Jagged Edge (2000)
- "Why You Wanna Keep Me From My Baby" – Guy (2000)
- "Brown Skin" – India.Arie (2001)

## Együttműködések
| Együttműködő         | One of Us Tripped (1997) | The Firing Squad (1999) | Birkanyírás (2002) | A fantasztikus négyes és A Fantasztikus Négyes és az Ezüst Utazó (2005-2007) | Hurricane Season (2010) | Gondolkozz pasiaggyal! (2012) | Pofázunk és végünk (2014) | Gondolkozz pasiaggyal! 2. (2014) | Pofázunk és végünk Miamiban (2016) | Shaft (2019) | Összesen |
| -------------------- | ------------------------ | ----------------------- | ------------------ | ---------------------------------------------------------------------------- | ----------------------- | ----------------------------- | ------------------------- | -------------------------------- | ---------------------------------- | ------------ | -------- |
| Ice Cube             |                          |                         |                    |                                                                              |                         |                               |                           |                                  |                                    |              | 3        |
| Michael Ealy         |                          |                         |                    |                                                                              |                         |                               |                           |                                  |                                    |              | 3        |
| Laurence Fishburne   |                          |                         |                    |                                                                              |                         |                               |                           |                                  |                                    |              | 2        |
| Regina Hall          |                          |                         |                    |                                                                              |                         |                               |                           |                                  |                                    |              | 3        |
| Kevin Hart           |                          |                         |                    |                                                                              |                         |                               |                           |                                  |                                    |              | 4        |
| Taraji P. Henson     |                          |                         |                    |                                                                              |                         |                               |                           |                                  |                                    |              | 3        |
| Christopher Lennertz |                          |                         |                    |                                                                              |                         |                               |                           |                                  |                                    |              | 4        |
| Kevin Mambo          |                          |                         |                    |                                                                              |                         |                               |                           |                                  |                                    |              | 2        |
| Will Packer          |                          |                         |                    |                                                                              |                         |                               |                           |                                  |                                    |              | 4        |
| Eric Reed            |                          |                         |                    |                                                                              |                         |                               |                           |                                  |                                    |              | 2        |